# Ascogaster nigricansa
Ascogaster nigricansa är en stekelart som beskrevs av Chen och Ji 2003. Ascogaster nigricansa ingår i släktet Ascogaster och familjen bracksteklar. Inga underarter finns listade.